# Ko Young-tae
Ko Young-tae (n. el 3 de marzo de 1976 en Gwangju, Corea del Sur) es un empresario y esgrimista surcoreano. Ha participado en individual y en equipo usando el sable en los Juegos Asiáticos de 1998.
Ko fue un amigo cercano de Choi Soon-sil. Ko es sospechoso de estar involucrado en el manejo de The Blue K, Widec Sports y compañías papeleras. Choi estableció estas empresas en Corea y Alemania supuestamente para canalizar el dinero de las fundaciones.
Fue una de las personas involucradas en el escándalo político de Corea del Sur de 2016 y ha sido descrito como un alertador. Destapó este caso porque descubrió que Choi Soon-sil ejercía influencia sobre la presidenta Park Geun-hye sin ser funcionaria pública lo que provocó la destitución de la presidenta Park por la Asamblea Nacional el 9 de diciembre de 2016 y la confirmación de este proceso por el Tribunal Constitucional el 10 de marzo de 2017.